# Горбань, Михаил Карпович
Михаил Карпович Горбань (1889 — 21 октября 1937) — украинский советский деятель, ответственный секретарь Каменец-Подольского и Шевченковского окружных комитетов КП(б)У, председатель Одесского окрисполкома и горисполкома. Член Центральной Контрольной Комиссии КП(б)У в мае 1924 – декабре 1925 года. Кандидат в члены ЦК КП(б)У в декабре 1925 – апреле 1929 и в июне 1930 – мае 1937 года. Член ЦК КП(б)У в апреле 1929 – июне 1930 года.

## Биография
Родился в 1889 году. Член РСДРП (б) с января 1917 года. Находился на партийной работе.
В январе 1920 – ноябре 1921 года – председатель Царицынского ревтрибунала. С декабря 1921 по декабрь 1922 года — заведующий Царицынской рабоче-крестьянской инспекции (РКИ). В декабре 1922 – феврале 1923 года – и.о. председателя Царицынского губисполкома, в феврале – июне 1923 года – председатель исполнительного комитета Царицынского губернского совета.
В ноябре 1923 – мае 1924 года – председатель исполнительного комитета Проскуровского окружного совета.
В июне 1925 – апреле 1926 года – ответственный секретарь Каменецкого (Каменец-Подольского) окружного комитета КП(б)У.
В 1926 – 20 января 1927 – ответственный секретарь Каменецкого (Каменец-Подольского) окружного комитета КП(б)У.
В марте 1927 – феврале 1928 года – председатель исполнительного комитета Зиновьевского окружного совета.
С марта 1928 по март 1929 года ответственный секретарь Шевченковского окружного комитета КП(б)У.
До 25 января 1930 года – заместитель народного комиссара земледелия Украинской ССР.
В январе–сентябре 1930 года – председатель исполнительного комитета Одесского окружного совета. В сентябре–декабре 1930 года – председатель исполнительного комитета Одесского городского совета.
В 1937 году был арестован органами НКВД. Приговорен к расстрелу 21 октября 1937 года. Посмертно реабилитирован.